# Migueláñez
Migueláñez település Spanyolországban, Segovia tartományban. Migueláñez Bernardos, Santa María la Real de Nieva, Domingo García, Nava de la Asunción és Navas de Oro községekkel határos. Lakosainak száma 138 fő (2024).

## Népesség
A település népessége az elmúlt években az alábbi módon változott:
| Lakosok száma | 175  | 167  | 161  | 166  | 177  | 167  | 140  | 131  | 130  | 138  |
|               | 2001 | 2004 | 2007 | 2009 | 2012 | 2014 | 2017 | 2019 | 2022 | 2024 |